# Konstfack

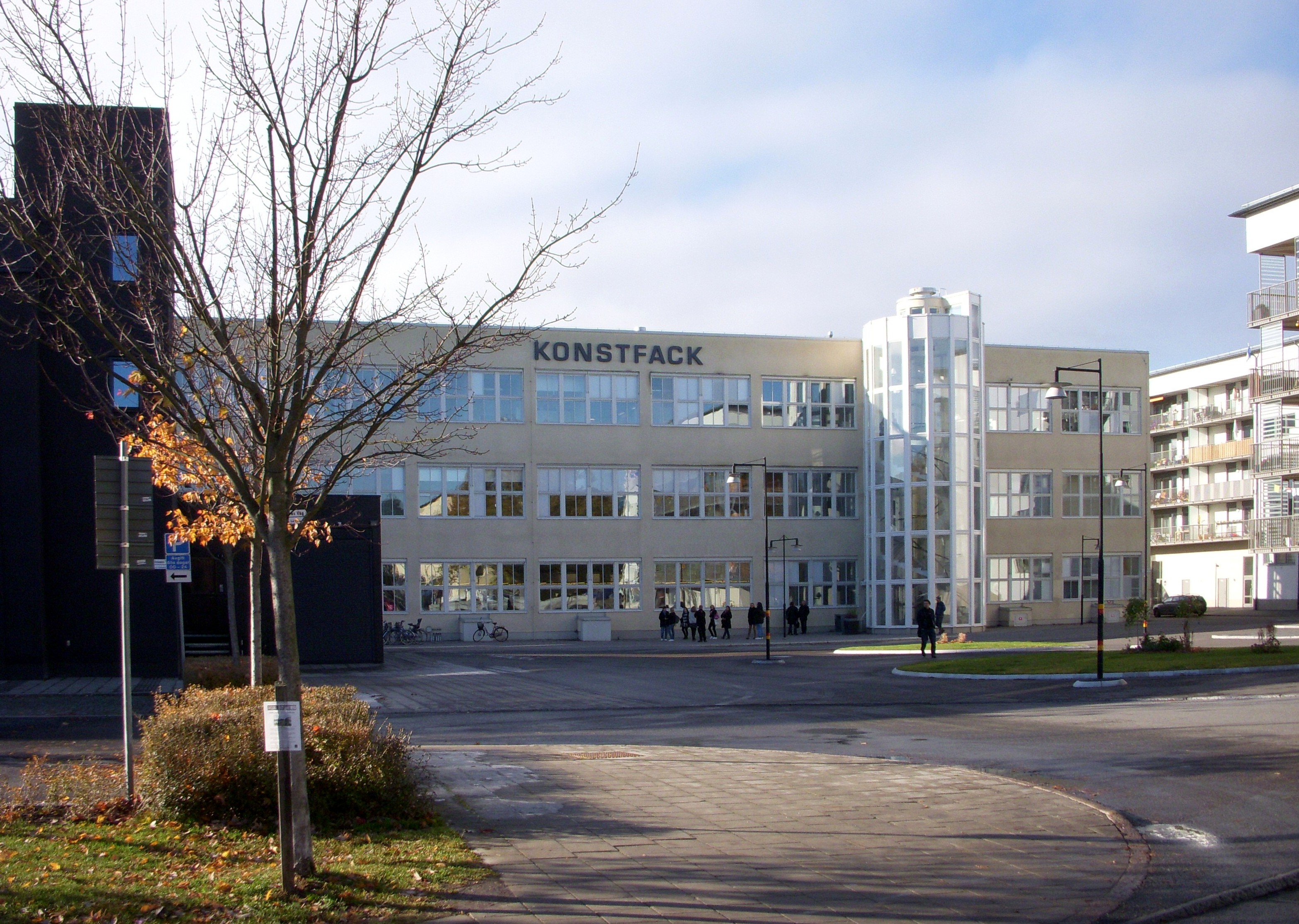
Die Konstfack am Telefonplan in Stockholm

Die Konstfack (schwedisch für Kunstfach) ist eine 1844 gegründete, schwedische Kunsthochschule in Stockholm.
Konstfack ist Schwedens größte Kunst- und Designschule. Seit 2004 befindet sich die Schule in den alten Räumlichkeiten des Telekommunikationsunternehmens Ericsson am Midsommarkransen im südlichen Stockholm. Das Gebäude wurde zwischen 1935 und 1948 nach Plänen von T. Wennerholm als Telefonfabrik erbaut. Es wurde in eine Kunst- und Designschule mit einer Fläche von 20.300 m² umgewandelt. Es genießt inzwischen den Schutz eines Baudenkmals.

## Geschichte
1844 startete Nils Månsson Mangelgren Künstler und Ethnograph, eine Söndags-Rit-skola för Handtverkare (Sonntagszeichenschule für Handwerker). Es gab neun unterschiedliche handwerkliche Berufszweige, u. a. Kachelofensetzer und Seidenweber.
1845 wurde die Schule an die neugebildete Svenska Slöjdföreningen (Schwedische Vereinigung für Werkkunst) übergeben und bekam den Namen Svenska Slöjdföreningens skola.
1857 wurden die ersten zwei weiblichen Studenten zugelassen: Mamsell Sofi Granberg und Mamsell Matilda Andersson. Im Jahr danach waren alle weiblichen Studenten willkommen.
1859 wurde die Schule staatlich und änderte den Namen in Tekniska skolan (Technische Schule). Im Laufe der Zeit entwickelte sich die Schule aus fünf Hauptabteilungen: I) Die Technische Abend- und Sonntagsschule (gegründet 1844) für Jugendliche und Männer, hauptsächlich solche, die bereits in den technischen Beruf eingetreten waren, II) Die Technische Schule für junge Frauen (gegründet 1859), die den Frauen theoretische und künstlerische Einblicke vermittelte, III) Die Höhere Schule für Kunst und Design (HKS) (gegründet 1879), die Modellgestalter, Dekorationsmaler, Modelleure, Ornamentbildhauer, Möbeldesigner, Tischler, Graveure und Kunstschmiede, Zeichner für Druck und Buchhandwerk sowie Lehrer im Zeichnen, Schreiben und Modellieren ausbildete, IV) die Baugewerbeschule (gegründet 1879), die Meister im Baugewerbe ausbildete, und V) die Schule für Maschinenbau (gegründet 1890), die Meister in den mechanisch-technischen Berufen ausbildete.
1945 entstand die Konstfackskolan (die Kunstfachschule). Die verschiedenen Lehrzweige waren dekorative Malerei, Skulptur, Keramik, Möbel, Metallarbeit, Werbung und Buchbinderei.
1959 wurde das neue Schulgebäude des Architekten Gösta Åberg am Vallhallavägen 191 in Stockholm eingeweiht. Nun hatten die Studenten gut ausgerüstete Werkstätten.
1978 wurde die Konstfackskola zur Hochschule erklärt.
1993 bekam die Hochschule ihren gegenwärtigen Namen Konstfack.
2004 zog die Hochschule in die renovierten Fabrikräume des Unternehmens Ericsson am Midsommarkransen ein.

## Bekannte Absolventen (Auswahl)
Nach Zeit geordnet
- Åke Axelsson, Innenarchitekt
- Carl Milles, Bildhauer
- Elsa Beskow, Illustratorin
- Ruth Brandberg, Landschaftsarchitektin
- Wilhelm Kåge, Keramiker
- Carl-Axel Acking, Architekt
- Astrid Sampe, Textilkünstlerin
- Lena Larsson, Innenarchitektin
- Sigurd Persson, Silberschmied
- Marianne Greenwood, Fotografin & Autorin
- Stig Lindberg, Keramiker
- Signe Persson-Melin, Keramikerin
- Carl-Arne Breger, Designer
- Tom Ahlström, A&E Design
- Hans Ehrich, A&E Design
- Anna Ehrner, Glas- und Produktdesignerin
- Bertil Vallien, Glaskünstler
- Ulrica Hydman-Vallien, Glaskünstlerin
- Gunilla Hansson, Illustratorin und Kinderbuchautorin
- Carl Johan De Geer, Illustrator
- John Kandell, Möbeldesigner
- Lasse Åberg, Illustrator
- Dina Hviid, Bildhauerin
- Stina Wirsén, Illustratorin
- Jonas Bohlin, Möbeldesigner
- Mats Theselius, Möbeldesigner
- Johannes Norlander, Architekt und Möbeldesigner